# مکالمات
مکالمات، با نامِ پیشینِ بشنو از نی: مکالمات با اکبر رادی، کتابی است که به کوششِ ملک ابراهیم امیری از گفتگوهای سالِ ۱۳۶۸اَش با اکبر رادی فراهم و به سالِ ۱۳۷۰ منتشر شد. این نخستین کتابِ گفتگوهای رادی بوده است.

## متن
بشنو از نی: مکالمات با اکبر رادی در سالِ ۱۳۷۹ با عنوانِ مکالمات منتشر شد. متنِ این چاپ را رادی بازنوشت و در جاهایی تفاوت‌های عمده‌ای با چاپِ نخست دارد.